# Лунина, Светлана Борисовна
Светлана Борисовна Лунина (узб. Svetlana Borisovna Lunina, род. 7 октября 1932 года, Ташкент, Узбекская ССР) — узбекский археолог, специализирующаяся на исследовании керамики и техники росписи архитектурных памятников Средней Азии. Доктор исторических наук, профессор Ташкентского государственного университета (ныне Национальный университет Узбекистана).

## Биография
Светлана Лунина родилась 7 октября 1932 года в Ташкенте. После окончания школы, училась на историческом факультете Среднеазиатского государственного университета, который окончила в 1955 году, получив специальность историка-археолога.
С 1955 по 1958 год Светлана училась под руководством Михаила Массона и Галины Пугаченковой. В 1960 году начала работать преподавателем на кафедре археологии в ТашГУ. В 1968 году Светлана Лунина защитила диссертацию о керамике из Мерва, после сбора материала во время экспедиции на археологическом комплексе Южного Туркменистана.
В 1963 году стала доцентом Ташкентского государственного университета, а с 1968 по 1981 год возглавляла кафедру археологии. С 1981 по 1984 год Лунина работала доцентом истории там же.
Светлана Борисовна преподавала различные аспекты археологии Центральной Азии с разных точек зрения. В 1970-х годах организовала курсы по истории искусств, а также вместе с кафедрой геологии создала лабораторию стратиграфии четвертичных отложений и древних рудников Узбекистана.
В своих исследования Лунина охватывает проблемы истории восточного средневекового города, динамику его исторической топографии, периодизацию истории развития ремесленного производства, специализацию мастерства, строительные технологии, торговые и культурные связи внутри Центральноазиатского региона.
В начале 1960-х годов Лунина участвовала в раскопках в городе Мерв. Позже она организовала археологическую экспедицию в районе Ташкента (включая Ногай-курган, Кугайттепу и Мингтепинское кладбище) и на юге Туркменистана. В 1964 году она участвовала в раскопках в долине Кашкадарья, а с 1968 по 1981 год сама руководила этими раскопками. Её исследования были сосредоточены на памятниках с позднего бронзового и железного века до средневековья. Экспедиция внесла значительный вклад в изучение древних городов Кашкадарьинской долины, в том числе Шахрисабза, Чиракчи и Китаба.
Муж Светланы Виталий Троицкий также был известным учёным, руководителем кафедры геологии в Ташкентском государственном университете.

## Творчество
Она опубликовала более 150 научных статей и несколько монографий. В частности:
- «Археология Средней Азии»
- «Города южного Согда в VIII—XII вв.»
- «Запечатанная декоративная чаша из Тали-Барзу», Студенческий сборник, 1955 год
- «Из археологических наблюдений в Кургантепа под Ташкентом», 1956 год
- «Техническая структура средневековых гончарных печей Мерва», Ашхабад, 1956 год
- «Квартал гончаров к западу от Мерва, Ашхабад», 1959 год
- «Могила Киз-биби. Памятник Туркменистана», Ашхабад, 1967 год
- «Эволюция гончарных технологий в средневековом Мерве», Ашхабад, 1974 год
- «Динамика развития Мерва в VIII—XI веках», Санкт-Петербург, 2001 год.